# Saison 2013-2014 de la LNH
Saison précédente Saison suivante
La saison 2013-2014 est la 96e saison de la Ligue nationale de hockey (LNH). La saison régulière voit 30 équipes jouer 82 matchs chacune. Les Kings de Los Angeles remportent la Coupe Stanley en battant en finale les Rangers de New York.

## Contexte de la saison
En mars 2013, la LNH décide d'abandonner les six divisions pour revenir à quatre divisions pour toujours deux associations. L'association de l'Ouest est composée de 14 équipes alors que celle de l'Est comporte 16 franchises,. À l'issue de la saison régulière, les trois premières équipes de chaque division accèdent aux séries éliminatoires de la Coupe Stanley. Les deux dernières meilleures équipes de chaque association gagnent les dernières places pour les séries.
| Association de l'Ouest | Association de l'Ouest | Association de l'Est   | Association de l'Est      |
| Division Pacifique     | Division Centrale      | Division Atlantique    | Division Métropolitaine   |
| ---------------------- | ---------------------- | ---------------------- | ------------------------- |
| Ducks d'Anaheim        | Blackhawks de Chicago  | Bruins de Boston       | Hurricanes de la Caroline |
| Flames de Calgary      | Avalanche du Colorado  | Sabres de Buffalo      | Blue Jackets de Columbus  |
| Oilers d'Edmonton      | Stars de Dallas        | Red Wings de Détroit   | Devils du New Jersey      |
| Kings de Los Angeles   | Wild du Minnesota      | Panthers de la Floride | Islanders de New York     |
| Coyotes de Phoenix     | Predators de Nashville | Canadiens de Montréal  | Rangers de New York       |
| Sharks de San José     | Blues de Saint-Louis   | Sénateurs d'Ottawa     | Flyers de Philadelphie    |
| Canucks de Vancouver   | Jets de Winnipeg       | Lightning de Tampa Bay | Penguins de Pittsburgh    |
|                        |                        | Maple Leafs de Toronto | Capitals de Washington    |

## Saison régulière
La saison 2013-2014 est officiellement lancée le 1er octobre 2013, alors que les Canadiens de Montréal reçoivent les Maple Leafs de Toronto au Centre Bell qui l'emportent 4 à 3.
Cinq jours après l'ouverture de la saison et après seulement trois matchs disputés, les Flyers de Philadelphie congédient leur entraîneur-chef Peter Laviolette. Il est remplacé par Craig Berube.
Le 25, 26, 29 janvier et le 1er mars 2014 se déroule la série des stades qui voit 4 matchs se dérouler en extérieur.

### Classements

#### Association de l'Est
| Clt   | Équipe                 | PJ | V  | D  | DP | BP  | BC  | Pts |
| ----- | ---------------------- | -- | -- | -- | -- | --- | --- | --- |
| +001, | Bruins de Boston       | 82 | 54 | 19 | 9  | 261 | 177 | 117 |
| +002, | Lightning de Tampa Bay | 82 | 46 | 27 | 9  | 240 | 215 | 101 |
| +003, | Canadiens de Montréal  | 82 | 46 | 28 | 8  | 215 | 204 | 100 |
| +004, | Red Wings de Détroit   | 82 | 39 | 28 | 15 | 222 | 230 | 93  |
| +005, | Sénateurs d'Ottawa     | 82 | 37 | 31 | 14 | 236 | 265 | 88  |
| +006, | Maple Leafs de Toronto | 82 | 38 | 36 | 8  | 231 | 256 | 84  |
| +007, | Panthers de la Floride | 82 | 29 | 45 | 8  | 196 | 268 | 66  |
| +008, | Sabres de Buffalo      | 82 | 21 | 51 | 10 | 157 | 248 | 52  |

| Clt   | Équipe                    | PJ | V  | D  | DP | BP  | BC  | Pts |
| ----- | ------------------------- | -- | -- | -- | -- | --- | --- | --- |
| +001, | Penguins de Pittsburgh    | 82 | 51 | 24 | 7  | 249 | 207 | 109 |
| +002, | Rangers de New York       | 82 | 45 | 31 | 6  | 218 | 193 | 96  |
| +003, | Flyers de Philadelphie    | 82 | 42 | 30 | 10 | 236 | 235 | 94  |
| +004, | Blue Jackets de Columbus  | 82 | 43 | 32 | 7  | 231 | 216 | 93  |
| +005, | Capitals de Washington    | 82 | 38 | 30 | 14 | 235 | 240 | 90  |
| +006, | Devils du New Jersey      | 82 | 35 | 29 | 18 | 197 | 208 | 88  |
| +007, | Hurricanes de la Caroline | 82 | 36 | 35 | 11 | 207 | 230 | 83  |
| +008, | Islanders de New York     | 82 | 34 | 37 | 11 | 225 | 267 | 79  |

- Vainqueurs de division
- Qualifiés pour les séries
- Qualifiés en tant que 7e et 8e de l'Association

#### Association de l'Ouest
| Clt   | Équipe                 | PJ | V  | D  | DP | BP  | BC  | Pts |
| ----- | ---------------------- | -- | -- | -- | -- | --- | --- | --- |
| +001, | Avalanche du Colorado  | 82 | 52 | 22 | 8  | 250 | 220 | 112 |
| +002, | Blues de Saint-Louis   | 82 | 52 | 23 | 7  | 248 | 191 | 111 |
| +003, | Blackhawks de Chicago  | 82 | 46 | 21 | 15 | 267 | 220 | 107 |
| +004, | Wild du Minnesota      | 82 | 43 | 27 | 12 | 207 | 206 | 98  |
| +005, | Stars de Dallas        | 82 | 40 | 31 | 11 | 235 | 228 | 91  |
| +006, | Predators de Nashville | 82 | 38 | 32 | 12 | 216 | 242 | 88  |
| +007, | Jets de Winnipeg       | 82 | 37 | 35 | 10 | 227 | 237 | 84  |

| Clt   | Équipe               | PJ | V  | D  | DP | BP  | BC  | Pts |
| ----- | -------------------- | -- | -- | -- | -- | --- | --- | --- |
| +001, | Ducks d'Anaheim      | 82 | 54 | 20 | 8  | 266 | 209 | 116 |
| +002, | Sharks de San José   | 82 | 51 | 22 | 9  | 249 | 200 | 111 |
| +003, | Kings de Los Angeles | 82 | 46 | 28 | 8  | 206 | 174 | 100 |
| +004, | Coyotes de Phoenix   | 82 | 37 | 30 | 15 | 216 | 231 | 89  |
| +005, | Canucks de Vancouver | 82 | 36 | 35 | 11 | 196 | 223 | 83  |
| +006, | Flames de Calgary    | 82 | 35 | 40 | 7  | 209 | 241 | 77  |
| +007, | Oilers d'Edmonton    | 82 | 29 | 44 | 9  | 203 | 270 | 67  |

- Vainqueurs de division
- Qualifiés pour les séries
- Qualifiés en tant que 7e et 8e de l'Association

### Meilleurs pointeurs
| Clt | Joueur               | Équipe                 | PJ | B  | A  | Pts | +/- | Pun |
| --- | -------------------- | ---------------------- | -- | -- | -- | --- | --- | --- |
| 1   | Sidney Crosby        | Penguins de Pittsburgh | 80 | 36 | 68 | 104 | 18  | 46  |
| 2   | Ryan Getzlaf         | Ducks d'Anaheim        | 77 | 31 | 56 | 87  | 28  | 31  |
| 3   | Claude Giroux        | Flyers de Philadelphie | 82 | 28 | 58 | 86  | 7   | 46  |
| 4   | Tyler Seguin         | Stars de Dallas        | 80 | 37 | 47 | 84  | 16  | 18  |
| 5   | Corey Perry          | Ducks d'Anaheim        | 81 | 43 | 39 | 82  | 32  | 65  |
| 6   | Phil Kessel          | Maple Leafs de Toronto | 82 | 37 | 43 | 80  | -5  | 27  |
| 7   | Taylor Hall          | Oilers d'Edmonton      | 75 | 27 | 53 | 80  | -15 | 44  |
| 8   | Aleksandr Ovetchkine | Capitals de Washington | 78 | 51 | 28 | 79  | -35 | 48  |
| 9   | Joe Pavelski         | Sharks de San José     | 82 | 41 | 38 | 79  | 23  | 32  |
| 10  | Jamie Benn           | Stars de Dallas        | 81 | 34 | 45 | 79  | 21  | 64  |

## Séries éliminatoires

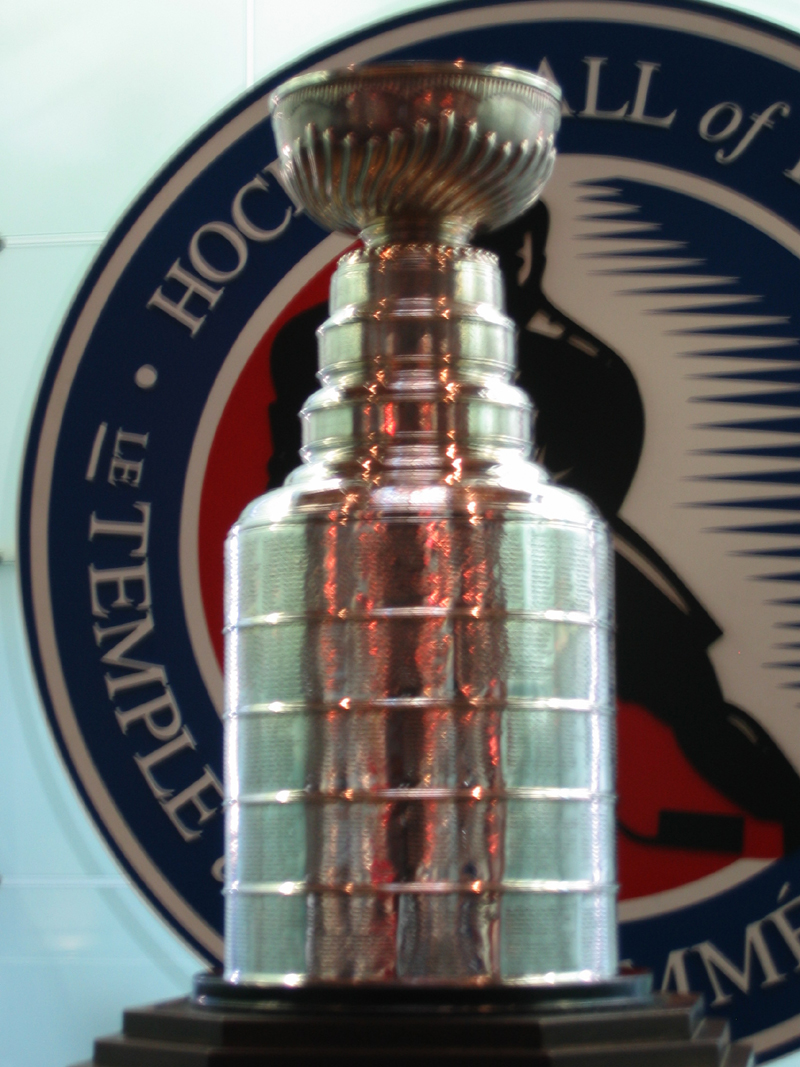
La Coupe Stanley exposée au Temple de la renommée du hockey à Toronto.

En raison du changement de format de la saison régulière avec la réduction à quatre divisions, les qualifications pour les séries sont également modifiées. Les 3 premiers de chaque division sont qualifiés ainsi que les équipes classées aux 7e et 8e place de chaque association, sans distinction de division. La meilleure équipe de chaque association rencontre la 8e et la première équipe de l'autre division rencontre la 7e. Les équipes classées aux 2e et 3e place de chaque division se rencontrent dans la partie de tableau où se situe le champion de leur division. 
Toutes les séries sont jouées au meilleur des sept matchs. Les deux premiers matchs sont joués chez l'équipe la mieux classées à l'issue de la saison puis les deux suivants sont joués chez l'autre équipe. Si une cinquième, une sixième voire une septième rencontre sont nécessaires, elles sont jouées alternativement chez les deux équipes en commençant par la mieux classée.
|  | Quarts de finale d'Associations | Quarts de finale d'Associations | Quarts de finale d'Associations |             |            | Demi-finales d'Associations | Demi-finales d'Associations | Demi-finales d'Associations |  |    | Finales d'Associations | Finales d'Associations | Finales d'Associations |  |    | Finale de la Coupe Stanley | Finale de la Coupe Stanley | Finale de la Coupe Stanley |
|  |                                 |                                 |                                 |             |            |                             |                             |                             |  |    |                        |                        |                        |  |    |                            |                            |                            |
|  | A1                              | Boston                          | 4                               |             |            |                             |                             |                             |  |    |                        |                        |                        |  |    |                            |                            |                            |
|  | E8                              | Détroit                         | 1                               |             |            |                             |                             |                             |  |    |                        |                        |                        |  |    |                            |                            |                            |
|  | E8                              | Détroit                         | 1                               |             | A1         | Boston                      | 3                           |                             |  |    |                        |                        |                        |  |    |                            |                            |                            |
|  |                                 |                                 |                                 |             | A1         | Boston                      | 3                           |                             |  |    |                        |                        |                        |  |    |                            |                            |                            |
|  |                                 |                                 | A3                              | Montréal    | 4          |                             |                             |                             |  |    |                        |                        |                        |  |    |                            |                            |                            |
|  | A2                              | Tampa Bay                       | A3                              | Montréal    | 4          | 0                           |                             |                             |  |    |                        |                        |                        |  |    |                            |                            |                            |
|  | A2                              | Tampa Bay                       |                                 |             |            | 0                           |                             |                             |  |    |                        |                        |                        |  |    |                            |                            |                            |
|  | A3                              | Montréal                        | 4                               |             |            |                             |                             |                             |  |    |                        |                        |                        |  |    |                            |                            |                            |
|  | A3                              | Montréal                        | 4                               |             |            |                             |                             |                             |  | A3 | Montréal               | 2                      |                        |  |    |                            |                            |                            |
|  | Association de l'Est            |                                 |                                 |             |            |                             |                             |                             |  | A3 | Montréal               | 2                      |                        |  |    |                            |                            |                            |
|  |                                 | M2                              | New York                        | 4           |            |                             |                             |                             |  |    |                        |                        |                        |  |    |                            |                            |                            |
|  | M1                              | M2                              | New York                        | 4           | Pittsburgh | 4                           |                             |                             |  |    |                        |                        |                        |  |    |                            |                            |                            |
|  | M1                              |                                 |                                 |             | Pittsburgh | 4                           |                             |                             |  |    |                        |                        |                        |  |    |                            |                            |                            |
|  | E7                              | Columbus                        | 2                               |             |            |                             |                             |                             |  |    |                        |                        |                        |  |    |                            |                            |                            |
|  | E7                              | Columbus                        | 2                               |             | M1         | Pittsburgh                  | 3                           |                             |  |    |                        |                        |                        |  |    |                            |                            |                            |
|  |                                 |                                 |                                 |             | M1         | Pittsburgh                  | 3                           |                             |  |    |                        |                        |                        |  |    |                            |                            |                            |
|  |                                 |                                 | M2                              | New York    | 4          |                             |                             |                             |  |    |                        |                        |                        |  |    |                            |                            |                            |
|  | M2                              | Rangers de New York             | M2                              | New York    | 4          | 4                           |                             |                             |  |    |                        |                        |                        |  |    |                            |                            |                            |
|  | M2                              | Rangers de New York             |                                 |             |            | 4                           |                             |                             |  |    |                        |                        |                        |  |    |                            |                            |                            |
|  | M3                              | Philadelphie                    | 3                               |             |            |                             |                             |                             |  |    |                        |                        |                        |  |    |                            |                            |                            |
|  | M3                              | Philadelphie                    | 3                               |             |            |                             |                             |                             |  |    |                        |                        |                        |  | M2 | New York                   | 1                          |                            |
|  |                                 |                                 |                                 |             |            |                             |                             |                             |  |    |                        |                        |                        |  | M2 | New York                   | 1                          |                            |
|  |                                 | P3                              | Los Angeles                     | 4           |            |                             |                             |                             |  |    |                        |                        |                        |  |    |                            |                            |                            |
|  | C1                              | P3                              | Los Angeles                     | 4           | Colorado   | 3                           |                             |                             |  |    |                        |                        |                        |  |    |                            |                            |                            |
|  | C1                              |                                 |                                 |             | Colorado   | 3                           |                             |                             |  |    |                        |                        |                        |  |    |                            |                            |                            |
|  | O7                              | Minnesota                       | 4                               |             |            |                             |                             |                             |  |    |                        |                        |                        |  |    |                            |                            |                            |
|  | O7                              | Minnesota                       | 4                               |             | O7         | Minnesota                   | 2                           |                             |  |    |                        |                        |                        |  |    |                            |                            |                            |
|  |                                 |                                 |                                 |             | O7         | Minnesota                   | 2                           |                             |  |    |                        |                        |                        |  |    |                            |                            |                            |
|  |                                 |                                 | C3                              | Chicago     | 4          |                             |                             |                             |  |    |                        |                        |                        |  |    |                            |                            |                            |
|  | C2                              | Saint-Louis                     | C3                              | Chicago     | 4          | 2                           |                             |                             |  |    |                        |                        |                        |  |    |                            |                            |                            |
|  | C2                              | Saint-Louis                     |                                 |             |            | 2                           |                             |                             |  |    |                        |                        |                        |  |    |                            |                            |                            |
|  | C3                              | Chicago                         | 4                               |             |            |                             |                             |                             |  |    |                        |                        |                        |  |    |                            |                            |                            |
|  | C3                              | Chicago                         | 4                               |             |            |                             |                             |                             |  | C3 | Chicago                | 3                      |                        |  |    |                            |                            |                            |
|  | Association de l'Ouest          |                                 |                                 |             |            |                             |                             |                             |  | C3 | Chicago                | 3                      |                        |  |    |                            |                            |                            |
|  |                                 | P3                              | Los Angeles                     | 4           |            |                             |                             |                             |  |    |                        |                        |                        |  |    |                            |                            |                            |
|  | P1                              | P3                              | Los Angeles                     | 4           | Anaheim    | 4                           |                             |                             |  |    |                        |                        |                        |  |    |                            |                            |                            |
|  | P1                              |                                 |                                 |             | Anaheim    | 4                           |                             |                             |  |    |                        |                        |                        |  |    |                            |                            |                            |
|  | O8                              | Dallas                          | 2                               |             |            |                             |                             |                             |  |    |                        |                        |                        |  |    |                            |                            |                            |
|  | O8                              | Dallas                          | 2                               |             | P1         | Anaheim                     | 3                           |                             |  |    |                        |                        |                        |  |    |                            |                            |                            |
|  |                                 |                                 |                                 |             | P1         | Anaheim                     | 3                           |                             |  |    |                        |                        |                        |  |    |                            |                            |                            |
|  |                                 |                                 | P3                              | Los Angeles | 4          |                             |                             |                             |  |    |                        |                        |                        |  |    |                            |                            |                            |
|  | P2                              | San José                        | P3                              | Los Angeles | 4          | 3                           |                             |                             |  |    |                        |                        |                        |  |    |                            |                            |                            |
|  | P2                              | San José                        |                                 |             |            | 3                           |                             |                             |  |    |                        |                        |                        |  |    |                            |                            |                            |
|  | P3                              | Los Angeles                     | 4                               |             |            |                             |                             |                             |  |    |                        |                        |                        |  |    |                            |                            |                            |

## Récompenses

### Trophées
La cérémonie de remise des trophées de la LNH a lieu le 24 juin à Las Vegas dans l'hôtel Encore Las Vegas.
| Trophée | Vainqueur                                    | Nommés                                                                               |
| --- | -------------------------------------------- | ------------------------------------------------------------------------------------ |
| Trophée William-M.-Jennings Gardiens de l'équipe ayant accordé le moins de buts                                                        | Jonathan Quick (Kings)                       | -                                                                                    |
| Trophée plus-moins de la LNH Joueur avec le différentiel +/- le plus important                                                         | David Krejčí (Bruins) avec +39               | -                                                                                    |
| Trophée Maurice-Richard Meilleur buteur de la saison                                                                                   | Aleksandr Ovetchkine (Capitals) avec 51 buts | -                                                                                    |
| Trophée Art-Ross Meilleur pointeur de la saison                                                                                        | Sidney Crosby (Penguins) avec 104 points     | -                                                                                    |
| Trophée Lady Byng Joueur avec le meilleur esprit sportif                                                                               | Ryan O'Reilly (Avalanche)                    | - Patrick Marleau (Sharks) - Ryan O'Reilly (Avalanche) - Martin St-Louis (Rangers)   |
| Trophée Calder Meilleur joueur recrue                                                                                                  | Nathan MacKinnon (Colorado)                  | - Tyler Johnson (Lightning) - Ondřej Palát (Lightning) - Nathan MacKinnon (Colorado) |
| Trophée Frank-J.-Selke Meilleur attaquant défensif                                                                                     | Patrice Bergeron (Bruins)                    | - Patrice Bergeron (Bruins) - Anže Kopitar (Kings) - Jonathan Toews (Blackhawks)     |
| Trophée Vézina Meilleur gardien de but                                                                                                 | Tuukka Rask (Bruins)                         | - Benjamin Bishop (Lightning) - Tuukka Rask (Bruins) - Semion Varlamov (Avalanche)   |
| Trophée James-Norris Meilleur défenseur                                                                                                | Duncan Keith (Blackhawks)                    | - Zdeno Chára (Bruins) - Duncan Keith (Blackhawks) - Shea Weber (Predators)          |
| Trophée Mark-Messier Joueur au plus grand leadership                                                                                   | Dustin Brown (Kings)                         | - Dustin Brown (Kings) - Ryan Getzlaf (Ducks) - Jonathan Toews (Blackhawks)          |
| Trophée Bill-Masterton Joueur avec le plus de qualités de persévérance et d'esprit d'équipe                                            | Dominic Moore (Rangers)                      | - Jaromír Jágr (Devils) - Manny Malhotra (Hurricanes) - Dominic Moore (Rangers)      |
| Trophée Hart Meilleur joueur selon les journalistes                                                                                    | Sidney Crosby (Penguins)                     | - Sidney Crosby (Penguins) - Ryan Getzlaf (Ducks) - Claude Giroux (Flyers)           |
| Trophée de la Fondation de la LNH Joueur qui applique les valeurs principales du hockey pour enrichir la vie des gens de sa communauté | Patrice Bergeron (Bruins)                    | - Patrice Bergeron (Bruins) - Brent Burns (Sharks) - Duncan Keith (Blackhawks)       |
| Trophée Ted-Lindsay Meilleur joueur selon les joueurs                                                                                  | Sidney Crosby (Penguins)                     | - Sidney Crosby (Penguins) - Ryan Getzlaf (Ducks) - Claude Giroux (Flyers)           |
| Trophée Jack-Adams Meilleur entraîneur                                                                                                 | Patrick Roy (Avalanche)                      | - Mike Babcock (Red Wings) - Jon Cooper (Lightning) - Patrick Roy (Avalanche)        |
| Trophée du directeur général de l'année de la LNH Meilleur directeur général                                                           | Bob Murray (Ducks)                           | - Marc Bergevin (Canadiens) - Dean Lombardi (Kings) - Bob Murray (Ducks)             |
| Trophée Conn-Smythe Meilleur joueur des séries                                                                                         | Justin Williams (Kings)                      | -                                                                                    |
| Trophée King-Clancy Contribution à la communauté                                                                                       | Andrew Ference (Oilers)                      | -                                                                                    |
| Trophée Lester-Patrick Services rendus au monde du hockey                                                                              | Bill Daly et Paul Holmgren                   | -                                                                                    |

| Trophée                                                                                         | Équipe               |
| ----------------------------------------------------------------------------------------------- | -------------------- |
| Trophée des présidents Équipe de la saison régulière avec le plus de points                     | Bruins de Boston     |
| Trophée Prince de Galles Vainqueur de la finale de l'association de l'Est lors des séries       | Rangers de New York  |
| Trophée Clarence-S.-Campbell Vainqueur de la finale de l'association de l'Ouest lors des séries | Kings de Los Angeles |
| Coupe Stanley Vainqueur des séries                                                              | Kings de Los Angeles |

### Équipes d'étoiles
| Position       | Joueur        | Équipe                 |
| -------------- | ------------- | ---------------------- |
| Gardien de but | Tuukka Rask   | Bruins de Boston       |
| Défenseur      | Duncan Keith  | Blackhawks de Chicago  |
| Défenseur      | Zdeno Chára   | Bruins de Boston       |
| Ailier gauche  | Jamie Benn    | Stars de Dallas        |
| Centre         | Sidney Crosby | Penguins de Pittsburgh |
| Ailier droit   | Corey Perry   | Ducks d'Anaheim        |

| Position       | Joueur               | Équipe                 |
| -------------- | -------------------- | ---------------------- |
| Gardien de but | Semion Varlamov      | Avalanche du Colorado  |
| Défenseur      | Shea Weber           | Predators de Nashville |
| Défenseur      | Alex Pietrangelo     | Blues de Saint-Louis   |
| Ailier gauche  | Joe Pavelski         | Sharks de San José     |
| Centre         | Ryan Getzlaf         | Ducks d'Anaheim        |
| Ailier droit   | Aleksandr Ovetchkine | Capitals de Washington |

| Position       | Joueur            | Équipe                 |
| -------------- | ----------------- | ---------------------- |
| Gardien de but | Frederik Andersen | Ducks d'Anaheim        |
| Défenseur      | Hampus Lindholm   | Ducks d'Anaheim        |
| Défenseur      | Torey Krug        | Bruins de Boston       |
| Attaquant      | Ondřej Palát      | Lightning de Tampa Bay |
| Attaquant      | Nathan MacKinnon  | Avalanche du Colorado  |
| Attaquant      | Tyler Johnson     | Lightning de Tampa Bay |